# 10127 Fröjel
10127 Fröjel är en asteroid i huvudbältet som upptäcktes den 21 mars 1993 i samband med det svenska projektet UESAC. Den fick den preliminära beteckningen 1993 FF26 och namngavs senare efter socknen Fröjel på Gotland, som sedan 1971 är en del av Gotlands kommun.
Den tillhör asteroidgruppen Flora.
Fröjels senaste periheliepassage skedde den 13 september 2021.[Uppdatering behövs]